# Hans Bauer (Regisseur)
Hans Bauer (* 16. August 1914 in Berlin; † 4. November 1970 in Binningen) war ein deutscher Regisseur.
Seine Ausbildung an der Schauspielschule des Berliner Staatstheaters erfolgte zwischen 1935 und 1937. Danach war er bis 1945 Schauspieler und Regisseur in Schleswig. 1939 bis 1945 war er Soldat, und ab der Spielzeit 1945/1946 erhielt er ein Engagement am Staatstheater Braunschweig. Es folgten das Thalia-Theater Hamburg, eine Intendanz in Lüneburg und zwischen 1949 und 1951 Regiearbeiten in Lüneburg. Danach ging er für drei Jahre nach Bonn. 1953 inszenierte er als Gast in Stuttgart Hans Rehbergs „Der Muttermord“ als Uraufführung (mit Heinz Reincke als Orest). Zwischen 1953 und 1961 arbeitete er vor allem in Köln und Hannover, aber auch in Berlin, wo er die deutsche Erstaufführung von Becketts Endspiel am 30. September 1957 im Schlosspark-Theater herausbrachte (mit Bernhard Minetti, Rudi Schmitt, Werner Stock und Else Ehser). Ab 1961 bis 1965 war er Oberspielleiter am Landestheater Darmstadt, dem er bis zuletzt verbunden blieb.
Bauer trat auch mit Inszenierungen von Molière, Goldoni, Shakespeare und Lessing hervor. Sein Schwerpunkt lag aber bei der poetischen und surrealen Moderne: Giraudoux, Beckett, Brecht, Büchner, Barlach, Strindberg und García Lorca.
Besondere Verdienste erwarb sich Hans Bauer mit der Wiederentdeckung der Stücke von Else Lasker-Schüler. Als erste Wiederaufführung seit 1933 inszenierte er „Die Wupper“ 1958 in Köln und 1966 in Wuppertal zur Eröffnung des neuen Schauspielhauses. Die Wuppertaler Aufführung wurde für das Fernsehen aufgezeichnet. Im Herbst 1969 ließ Bauer in Wuppertal Lasker-Schülers „Arthur Aronymus und seine Väter“ folgen mit Ilse Ritter in der Titelrolle.
Fünfmal war Hans Bauer beim Berliner Theatertreffen vertreten:
1965 mit „Doña Rosita oder Die Sprache der Blumen“ von Federico García Lorca (Landestheater Darmstadt),
1967 mit John Osbornes „Blick zurück im Zorn“ (Städtische Bühnen Frankfurt am Main)
und mit Else Lasker-Schülers „Die Wupper“ (Wuppertaler Bühnen),
1969 mit „Arthur Aronymus und seine Väter“ von Else Lasker-Schüler (Wuppertaler Bühnen), sowie
1970 mit Warten auf Godot von Samuel Beckett (Basler Theater).
Hans Bauer verstarb im gleichen Jahr.  Er wurde auf dem Friedhof in Hettingen begraben.